# Manastir Morača
Manastir Morača (en serbe cyrillique : Манастир Морача) est un village du centre du Monténégro, dans la municipalité de Kolašin.

## Histoire
Le monastère de Morača, fondé en 1252 par Stefan, le fils Vukan Nemanjić, roi de Zeta et petit-fils de Stefan Nemanja, est situé sur le territoire du village.

## Démographie

### Évolution historique de la population
| 1948 | 1953 | 1961 | 1971 | 1981 | 1991 | 2003 |
| ---- | ---- | ---- | ---- | ---- | ---- | ---- |
| 87   | 112  | 218  | 117  | 65   | 73   | 49   |